# Bubble Guppies
Bubble Guppies es una serie animada preescolar creada por Jonny Belt y Robert Scull para Nickelodeon que fue estrenada en los Estados Unidos el 24 de enero de 2011, y en Latinoamérica el 12 de marzo del mismo año. La serie animada gira en torno a las aventuras de 6 sirenos de diferentes razas (3 niños y 3 niñas), que con la ayuda de un pez anaranjado aprenden a resolver problemas y divertirse en sus bailes, con mucha diversión y comedia.

## Sinopsis
La trama va de siete (en las 4 primeras temporadas seis) pequeños sirenos de entre 5-7 años que viven en un lugar ficticio del océano llamado Bubbletucky, ellos asisten a la escuela a cargo del señor Grooper. En esta escuela los seis personajes imaginan increíbles y cómicas aventuras entre las cuales suelen aprender un montón de cosas. A veces los guppies salen de la escuela de excursión a la ciudad o lo que amerite el tema del episodio.

## Argumento de la Serie
Al inicio, Molly saluda y Gil hace cualquier curiosidad y después uno de los dos, o ambos dicen ¡Es hora de los Bubble Guppies!. Cada episodio comienza con alguno de los Guppies camino a la escuela, cuando algo en su camino llama su atención, al llegar a la escuela, los otros Guppies saludan mientras se reúnen con el Sr. Grouper, el personaje que aparece al inicio comenta a los demás lo ocurrido, lo que hace que surja la curiosidad por el tema, el Sr. Grouper pide al espectador que piense un poco sobre el tema, y muestra elementos de este, por ejemplo los instrumentos de música para el género rock 'n roll, partes del cuerpo donde hay huesos, o los papeles que puede interpretar un actor; a la escena le sigue una canción. La siguiente escena suele ser una donde los Guppies actúan en algún tipo de servicio relacionado con el tema, ya sea afinar una guitarra, estar con el médico para ver radiografías, o un servicio de comida rápida para dinosaurios; a esta escena le sigue la hora del almuerzo, protagonizada por 3 de los Guppies, dos de ellos tienen un almuerzo normal, mientras el tercero (Nonny) trae una variación cómica. La siguiente escena suele ser una estelarizada con Molly y Gil, para después reaparecer en la escuela, donde los Guppies tienen más interacción directa dentro del tema del capítulo; esta parte suele ser seguida por una segunda canción. Después, sigue la hora de la salida, donde los Guppies actúan una escena en el patio de recreo de la escuela, a esta escena suele seguirle otra escena de Gil y Molly, para finalizar con el propósito del episodio, ya sea ir de campamento, actuar en una obra de teatro, o ir a la gran ciudad. La escena final es otra estelarizada por Gil y Molly, para seguir con el tema de salida.
En 2013, un crítico caricatura del New York Post señaló que los niños que son demasiado jóvenes para entender las palabras, y mucho menos la trama, se hipnotizaron por el espectáculo.
En junio de 2014, el cantante de heavy metal Ozzy Osbourne se anunció a la estrella invitada como Sid, el pescado en un episodio de 2015.
Al terminarse la cuarta temporada y debido a planes de hacer bajar los Puntuaciones de la audiencia, Nickelodeon canceló la serie, pero en 2019 decidió renovarla para una quinta temporada, que incluye a una nueva guppie llamada Zooli, experta en los animales y el 19 de febrero de 2020, la serie se renovó para una sexta temporada.

## Creación
Bubble Guppies es creada por Jonny Belt y Robert Scull quienes son también los productores ejecutivos, y la coproducción ejecutiva está a cargo de Janice Burgess, el equipo ganador del Emmy detrás de los éxitos de Nickelodeon Backyardigans y Little Bill. Cada episodio de media hora de Bubble Guppies presenta una canción pop única y una canción interactiva de baile. La coreografía es de Beth Bogush, quien fue directora del Alvin Ailey Dance School para niños y realizada por bailarinas reales cuyos movimientos son luego recreados en animación.

## Personajes
- Nonny: Es un guppie de cabello anaranjado y aleta verde, lleva goggles en lugar de gafas. Es el miembro más inteligente del grupo, también es bastante tranquilo y serio y usa un lenguaje avanzado para su edad. Sus mejores amigos son Oona y a veces Gil. Entre las cosas le gustan a Nonny están el baloncesto, leer y los bocadillos de queso y los pepinillos. Como algo curioso, Nonny sonríe en muy pocas ocasiones y es alérgico al polvo. Cuando llega la parte en que todos salen a almorzar casi siempre no tiene comida, si no algo relacionado con el tema del episodio.
- Deema: Es una guppie de cabello amarillo rizado y puntiagudo, su piel es pálida y aleta naranja. Esta chica tiene una personalidad y autoestima tan grande como su peinado, es muy alegre, energética, y muchas veces el centro de atención. Sus mejores amigas son Molly y Oona. Entre las cosas que le gustan a Deema están la moda exagerada, bailar y hacer reír a los demás. Suele ser una de las cantantes principales de la serie. Como algo curioso, se sabe que a Deema le gusta el agua efervescente.
- Goby: Es un guppie de cabello índigo corto y muy rizado, piel morena y aleta azul. Goby es el personaje más creativo y de mente abierta del grupo, esa imaginación suele compartirla con sus amigos inventando historias. Su mejor amigo es Gil. Entre las cosas que le gustan a Goby están los sándwiches de pavo, el jugo de manzana, y vestirse de ropa de béisbol. Como algo curioso, se sabe que colecciona rocas.
- Molly: Es una guppie de cabello rosa, piel morena clara y aleta azul. Molly es una de las presentadoras de los guppies, al igual que Gil, y es conocida por ser una chica líder por naturaleza y una muy buena amiga. Sus mejores amigas son Deema y Oona, pero se lleva muy bien con todos los guppies. Entre las cosas que le gustan a Molly están cantar e interactuar con el público.
- Gil: Es un guppie de cabello azul, piel pálida y aleta verde. Es el miembro más mayor del grupo. Gil es uno de los presentadores de los guppies, al igual que Molly. Es un niño lleno de energía y suele ser engañado por sus amigos entre bromas. Sus mejores  amigos son Goby y a veces Nonny. Entre las cosas que le gustan a Gil están la pizza, la guitarra eléctrica y el jugo de manzana. Normalmente, las cosas siempre le salen mal.
- Oona: Es una guppie de cabello morado en dos coletas, piel morena clara y aleta rosa. Se le conoce por ser muy simpática y amable con los demás. Sus mejores amigos es son Molly, Deema y Nonny. Entre las cosas que le gustan a Oona están el color rosa, los animales bebé y los fuegos artificiales.
- Zooli: Es una guppie de cabello violeta, piel morena y aleta rosa. Es la nueva guppie que aparece a partir de la quinta temporada. Ella es una experta en animales. No se sabe mucho sobre ella, ya que es la integrante más nueva del grupo.
- Mr Grouper (Sr. Mero): Es un pez anaranjado y amarillo que tiene la peculiaridad de cambiar de color para simular ser otra cosa, como una vaca, un autobús, o un super héroe. Él trabaja como el maestro de los guppies en la escuela, es muy simpático, inteligente y honesto. Canta cuando los guppies salen afuera a jugar.
- Cachorro Bubble (Bubble Puppy): Es un pez-cachorro blanco con manchas anaranjadas que es la mascota de Gil, aparece en algunos episodios, y a veces se le ve al inicio acompañando a alguno de los guppies, aunque no sea Gil.
- Peces pequeños anaranjados: Son tres peces que sirven como los ayudantes del espectador dentro de las escenas de servicios, historias, y ocasionalmente en las escenas de Gil y Molly.

### Especiales de 1 hora
El primer especial de una hora se llama Cuentos de Hadas de Cachorro Bubble donde una malvada bruja convierte a Cachorro Bubble en una rana, y Gil y Molly con ayuda de la Caperucita Roja (Oona), Ricitos de Oro (Deema) Juan de los frijoles (Goby) y el Espejo Mágico (Nonny) intentarán convertir de nuevo en perro a Cachorro Bubble.

### Especiales musicales
El primer especial musical se llama ¡Buenos Días, Sr. Pez Gruñón!, donde los Bubble Guppies le enseñan al Sr. Pez Gruñón muchas cosas a través de canciones mientras que el Sr. Grouper está con el dentista.

## Villanos del segmento de cuentos
- Monstruo de Colores: Es un monstruo lagarto muy parecido en apariencia a Godzilla al que le encantan los colores.
- Goriladrilo: Es una creación por Goby en un dibujo y usado en la historia como antagonista, la cachorrita de dragón le mordió la cola, pero la soltó antes de despertarlo. Según Goby es una "cabeza de gorila y una cola y dos patas de cocodrilo". Hizo su única aparición en "Cachorro Bubble"
- Dragón: Es un monstruo de la mitología que se comía las galletas integrales de Deema y destruía los fuertes, pero, cuando llegó al castillo de ladrillos, no la quemó. Luego descubre que sólo quiere galletas. Hizo su única aparición en "Construyeme algo"
- Bandido Marchante: Es un armadillo que es un ladrón de vacas y el tambor de Molly y Goby. Después se las llevaron y, al perseguirlos, se puso en el centro de un círculo de serpientes de cascabel. Lo rescataron, y lo llevaron a la cárcel. Al final, se hace amigo de ellos.
- Tomate Podrido: Es el enemigo de Súper Camarero y Súper Ayudante. Es un tomate gigante y apestoso . Él reside en el Jardín Apestoso. Puede convertir a la gente en pepino (como hizo con el Súper Camarero y la chef). Luego, Súper Ayudante devuelve a la normalidad a la chef y lo encierra en un frasco de ketchup. Es uno de los pocos villanos que no se ha arrepentido de ser malo. Hizo su primera aparición en "El especial de Pez Gruñon"
- Monstruo Espacial: Monstruo extraterrestre que persiguió a las alienígenas por todo el Sistema Solar. Al final sólo estaba cansado. Él no puede hablar, sólo puede valvucear. Sus pies no se muestran. Hizo su única aparición en "La roca lunar"
- Mastodontes: Son 2 mastodontes a los que les gusta pisotear cavernícolas. Otro ejemplo de villanos que no se arrepienten de ser malos.
- Langosta del Lago Ness: Es la parodia de Nessie. No deja pasar a los que no son auténticos roqueros. Hizo su única aparición en "Nos gusta rockear"
- Jabalí comelon: Es de una isla al que nadie le enseñó como se comparte y es un ladrón de pelotas(Su madriguera está llena de ellas). Al final, Deema y Oona le enseñan como se comparte. Hizo su única aparición en Pezketball
- Oso Lunar: Es un oso que reside en la Luna, es capaz de robar linternas porque le tiene miedo a la oscuridad.
- Sra. Mariposa:(Verdadera identidad: Deema) Una mariposa vanidosa que cuida de su jardín de flores.
- Mosca de la Fruta: Es una mosca que desperdicia las frutas. Al final, le enseñan como no se desperdicie los alimentos.
- Conejo: Es un conejo obsesionado con las zanahorias. Tan obsesionado estaba que construyó un robot gigante para poder robarlas.
- Las Hienas No dejaban que Gil, Goby ni los elefantes bebieran agua solo que ellos se rieron y lo dejaron y se hicieron amigos.
- La Malvada Bruja Ella transformó a cachorro Bubble en una rana. al final se transforma en una rana y se hace feliz. Planeaba transformando a todos en ranas pero al final ella se hizo rana y fue feliz.
- MachuPicchu Chuchú: Es un tren de Machu Picchu que perseguía a las conductoras de tren; Al final, creen que solamente quiere ayudar a subir la montaña. Hizo su única aparición en "Triple Carrera de Trenes".

## Personajes Adicionales
Los personajes adicionales de la serie son especies marinas que aparecen en todo los episodios, como cangrejos, langostas, caracoles, estrellas de mar y peces de otras especies. También hacen cualquier oficio y distracción cuando cada uno o dos personajes lo miran.

## Reparto
| Personaje                  | Actor de voz |
| -------------------------- | --- |
| Nonny                      | Eamor Pirruccello (1.ª voz) Jet Jurgensmeyer (2.ª voz) AJ Kane (3.ª voz) Eason Rytter (4.ª voz)                       |
| Gil                        | Zachary Gordon (1.ª voz) Jacob Bertrand (2.ª voz) Jay Gragani (3.ª voz) Quinn Breslin (4.ª voz) Teddy Walsh (5.ª voz) |
| Molly                      | Brianna Gentilella (1.ª voz) Bailey Gambertoglio (2.ª voz) Taylor Kaplan (3.ª voz)                                    |
| Deema                      | Angelina Wahler (1.ª voz) Grace Kaufman (2.ª voz) Catherine Bradley (3.ª voz) Selena Gonzalez (canciones)             |
| Oona                       | Reyna Shaskan (1.ª voz) Tori Feinstein (2.ª voz) Colby Kipnes (3.ª voz)                                               |
| Zooli                      | Leah Janvier |
| Sr. Grouper                | Tino Insana (1.ª voz) Fred Tatasciore (2.ª voz) Chris Phillips (canciones)                                            |
| Pequeños peces anaranjados | Skai Jackson |
| Sid Fishy                  | Ozzy Osbourne |
| Sr. Pez Gruñón             | Mark DeCarlo |
| Almeja                     | Rob Paulsen |

## Episodios
| Temporada | Temporada | Episodios | Comienzo                 | Final                 |
| --------- | --------- | --------- | ------------------------ | --------------------- |
|           | 1         | 20        | 24 de enero de 2011      | 24 de octubre de 2011 |
|           | 2         | 20        | 4 de noviembre de 2011   | 1 de mayo de 2013     |
|           | 3         | 26        | 12 de agosto de 2013     | 19 de mayo de 2015    |
|           | 4         | 14        | 21 de mayo de 2015       | 21 de octubre de 2016 |
|           | 5         | 5         | 27 de septiembre de 2019 | 5 de marzo de 2021    |
|           | 6         | 34        | 19 de octubre de 2021    | 30 de junio de 2023   |

### Temporada 1
| No. | Episodio # | Título original                    | Título en Hispanoamérica               | Estreno original      |
| --- | ---------- | ---------------------------------- | -------------------------------------- | --------------------- |
| 1   | 1          | Call A Clambulance                 | Llamen a la ambulancia                 | 24 de enero de 2011   |
| 2   | 2          | The Crayon Prix!                   | La gran carrera de los crayones        | 25 de enero de 2011   |
| 3   | 3          | Bubble Puppy!                      | Cachorro Bubble                        | 26 de enero de 2011   |
| 4   | 4          | Build Me a Building!               | Constrúyeme algo                       | 27 de enero de 2011   |
| 5   | 5          | Ducks in a Row!                    | Todos a marchar                        | 31 de enero de 2011   |
| 6   | 6          | The Grumpfish Special!             | El especial de Pez Gruñón              | 1 de febrero de 2011  |
| 7   | 7          | The Moon Rocks!                    | La roca lunar                          | 2 de febrero de 2011  |
| 8   | 8          | Who's Gonna Play the Big Bad Wolf? | ¿Quién va a ser el malvado lobo feroz? | 3 de febrero de 2011  |
| 9   | 9          | We Totally Rock!                   | ¡Nos gusta rockear!                    | 28 de febrero de 2011 |
| 10  | 10         | Fishketball!                       | ¡Pésquetbol!                           | 1 de marzo de 2011    |
| 11  | 11         | The Legend of Pinkfoot             | La leyenda de Pie Rosa                 | 2 de marzo de 2011    |
| 12  | 12         | Gup, Gup and Away!                 | Arriba, arriba y a volar               | 3 de marzo de 2011    |
| 13  | 13         | The Spring Chicken is Coming!      | Viene la gallina de primavera          | 15 de abril de 2011   |
| 14  | 14         | Boy Meets Squirrel!                | Aprendiendo a reciclar                 | 22 de abril de 2011   |
| 15  | 15         | Have a Cow!                        | La granja                              | 29 de abril de 2011   |
| 16  | 16         | Super Shrimptennial Celebration!   | Feliz día del camarón                  | 1 de mayo de 2011     |
| 17  | 17         | Happy Clam Day!                    | Feliz día de la almeja                 | 7 de mayo de 2011     |
| 18  | 18         | Can You Dig It?                    | Vamos a excavar                        | 8 de mayo de 2011     |
| 19  | 19         | Bubble Bites!                      | Bocadillos Bubble                      | 14 de mayo de 2011    |
| 20  | 20         | Haunted House Party                | Fiesta en la casa embrujada            | 24 de octubre de 2011 |

### Temporada 2
| No. | Episodio # | Título original                     | Título en Hispanoamérica           | Estreno original         |
| --- | ---------- | ----------------------------------- | ---------------------------------- | ------------------------ |
| 21  | 1          | X Marks the Spot                    | Puntos de referencia               | 4 de noviembre de 2011   |
| 22  | 2          | Happy Holidays, Mr. Grumpfish!      | ¡Felices fiestas, Sr. Pez Gruñón!  | 4 de diciembre de 2011   |
| 23  | 3          | The Lonely Rhino                    | El rinoceronte solitario           | 10 de febrero de 2012    |
| 24  | 4          | Bubble Puppy's Fintastic Fairy Tale | Cuento de hadas de Cachorro Bubble | 19 de febrero de 2012    |
| 25  | 5          | The Cowgirl Parade                  | El desfile de la vaquse            | 5 de mayo de 2012        |
| 26  | 6          | Firefighter Gil to the Rescue!      | Bombero Gil al rescate             | 16 de junio de 2012      |
| 27  | 7          | A Tooth on the Looth                | Un diente flojo                    | 15 de agosto de 2012     |
| 28  | 8          | Humunga-Truck!                      | Robot-Camila                       | 25 de septiembre de 2012 |
| 29  | 9          | Check It Out!                       | ¡Mira esto!                        | 6 de febrero de 2012     |
| 30  | 10         | The Beach Ball!                     | El baile en la playa               | 6 de marzo de 2012       |
| 31  | 11         | The Sizzling Scampinis              | Los maravillosos Scampinis         | 6 de abril de 2012       |
| 32  | 12         | Construction Psyched                | Construcción loca                  | 19 de septiembre de 2012 |
| 33  | 13         | Bubble-Cadabra                      | Bubble-Cadabra                     | 25 de septiembre de 2012 |
| 34  | 14         | Sir Nonny The Nice                  | Sir Nonny el Bueno                 | 13 de marzo de 2012      |
| 35  | 15         | Only the Sphinx Nose                | La nariz de la esfinge             | 11 de marzo de 2012      |
| 36  | 16         | Bubble Duckies                      | Patitos Bubble                     | 22 de enero de 2013      |
| 37  | 17         | Triple Train Track Race             | La gran carrera de trenes          | 24 de enero de 2013      |
| 38  | 18         | Bring on the Bugs!                  | ¡Que vivan los insectos!           | 4 de febrero de 2013     |
| 39  | 19         | Good Hair Day                       | Corte de cabello                   | 1 de mayo de 2013        |

### Temporada 3
| No. | Episodio # | Título original                    | Título en Hispanoamérica                | Estreno original         |
| --- | ---------- | ---------------------------------- | --------------------------------------- | ------------------------ |
| 40  | 1          | Get Ready for School               | Primer día de escuela                   | 12 de agosto de 2013     |
| 41  | 2          | The Police Cop-etition!            | La competencia policial                 | 6 de septiembre de 2013  |
| 42  | 3          | The Elephant Trunk-a-Dunk          | Elefantes Trompidón                     | 23 de septiembre de 2013 |
| 43  | 4          | The Super Ballet Bowl              | El Super Ballet Bowl                    | 25 de septiembre de 2013 |
| 44  | 5          | The Wizard of Oz-tralia            | El Mago de Oz-tralia                    | 15 de octubre de 2013    |
| 45  | 6          | The Arctic Life                    | La vida del ártico                      | 17 de octubre de 2013    |
| 46  | 7          | Puppy Love!                        | ¡Amor perruno!                          | 8 de noviembre de 2013   |
| 47  | 8          | The Puppy and the Ring             | El cachorro y el anillo                 | 5 de diciembre de 2013   |
| 48  | 9          | The Amusement Parking Lot!         | El estacionamiento de diversiones       | 26 de febrero de 2014    |
| 49  | 10         | Good Morning, Mr. Grumpfish!       | ¡Buenos días, Sr. Pez Gruñón!           | 28 de febrero de 2014    |
| 50  | 11         | The Oyster Bunny                   | El conejito ostra                       | 14 de abril de 2014      |
| 51  | 12         | The Unidentified Flying Orchestra! | La orquesta voladora no identificada!   | 20 de mayo de 2014       |
| 52  | 13         | Come to Your Senses                | Los cinco sentidos                      | 22 de mayo de 2014       |
| 53  | 14         | The Bubble Bee-athlon!             | La abejatlón                            | 2 de septiembre de 2014  |
| 54  | 15         | Party at Sea!                      | ¡Fiesta en el mar!                      | 3 de septiembre de 2014  |
| 55  | 16         | Bubble Scrubbies!                  | Esponja bubble!                         | 23 de septiembre de 2014 |
| 56  | 17         | Swimtastic Check-Up!               | Chequeo nadatástico                     | 25 de septiembre de 2014 |
| 57  | 18         | Gobble Gobble Guppies!             | Guppies glotones!                       | 26 de noviembre de 2014  |
| 58  | 19         | A Very Guppy Christmas             | ¡Feliz navi-guppy-dad!                  | 11 de diciembre de 2014  |
| 59  | 20         | Puddleball!                        | Charcobol                               | 27 de enero de 2015      |
| 60  | 21         | The Running of the Bullfrogs!      | La corrida de ranas                     | 29 de enero de 2015      |
| 61  | 22         | Bubble Kitty!                      | Bubble Kitty!                           | 27 de febrero de 2015    |
| 62  | 23         | Super Guppies!                     | Super Guppies!                          | 1 de mayo de 2015        |
| 63  | 24         | A Dolphin is a Guppy's Best Friend | El delfín es el mejor amigo de un Guppy | 19 de mayo de 2015       |
| 64  | 25         | Fruit Camp!                        | Campamento de frutas                    | 19 de mayo de 2015       |

### Temporada 4
| No. | Episodio # | Título original                | Título en Hispanoamérica              | Estreno original        |
| --- | ---------- | ------------------------------ | ------------------------------------- | ----------------------- |
| 65  | 1          | The Glitter Games              | Los juegos del brillo                 | 21 de mayo de 2015      |
| 66  | 2          | Costume Boxing!                | Batalla de disfraces                  | 2 de junio de 2015      |
| 67  | 3          | The New Doghouse!              | La nueva casita para perro            | 4 de junio de 2015      |
| 68  | 4          | Guppy Movers!                  | Mudanza Guppy                         | 6 de octubre de 2015    |
| 69  | 5          | Batterball!                    | Bolas de masa                         | 8 de octubre de 2015    |
| 70  | 6          | Temple of the Lost Puppy!      | Templo del cachorro perdido           | 13 de noviembre de 2015 |
| 71  | 7          | Space Guppies                  | Guppies espaciales                    | 15 de enero de 2016     |
| 72  | 8          | The New Year's Dragon!         | El dragón de Año Nuevo                | 5 de febrero de 2016    |
| 73  | 9          | Sheep Doggy!                   | Perrito ovejero                       | 29 de marzo de 2016     |
| 74  | 10         | Bubble Baby!                   | Bebé Bubble                           | 31 de marzo de 2016     |
| 75  | 11         | Guppy Style!                   | Estilo Guppy                          | 29 de abril de 2016     |
| 76  | 12         | The Summer Camp Games          | Los juegos del campamento de verano   | 10 de junio de 2016     |
| 77  | 13         | Trick-or-Treat, Mr. Grumpfish! | ¡Dulce o travesura, Señor Pez Gruñón! | 21 de octubre de 2016   |

### Temporada 5
| No. | Episodio # | Título original                    | Título en Hispanoamérica         | Estreno original         |
| --- | ---------- | ---------------------------------- | -------------------------------- | ------------------------ |
| 78  | 1          | The New Guppy                      | El nuevo Guppy                   | 27 de septiembre de 2019 |
| 79  | 2          | Secret Agent Nonny!                | Agente secreto Nonny!            | 14 de octubre de 2019    |
| 80  | 3          | The Kingdom of Clean               | El reino de la limpieza          | 1 de noviembre de 2019   |
| 81  | 4          | The Good, the Sad, and the Grumpy! | El bueno, el triste y el gruñón! | 22 de noviembre de 2019  |
| 82  | 5          | Ocean Patrol                       | Patrulla marina                  | 3 de enero de 2020       |